# متاکوالون
متاکوالون (به انگلیسی: Methaqualone)
دارویی است که برای درمان انواع بی‌خوابی استفاده می‌شود. این دارو یک داروی آرام‌بخش و خواب‌آور است. این دارو با نام‌های تجاری Quaalude ,Sopor و غیره فروخته می‌شود و حاوی ۳۰۰ میلی‌گرم متاکوالون است و به عنوان یک داروی ترکیبی با نام تجاری Mandrax که حاوی ۲۵۰ میلی‌گرم متاکوالون و ۲۵ میلی‌گرم دیفن‌هیدرامین در همان قرص است، بیشتر در اروپا فروخته می‌شود. تولید تجاری متاکوالون در اواسط دههٔ ۱۹۸۰ به دلیل سوءمصرف گسترده و اعتیادآور بودن متوقف شد. این دارو عضوی از کلاس کینازولینون است.
فعالیت خواب‌آور-آرام‌بخش متاکوالون اولین بار در سال ۱۹۵۵ مشاهده شد. در سال ۱۹۶۲، متاکوالون توسط والاس و تیرنان در ایالات متحده ثبت اختراع شد. استفاده از آن در اوایل دههٔ ۱۹۷۰ برای درمان بی‌خوابی و به‌عنوان آرام‌بخش و شل‌کنندهٔ ماهیچه‌ها به اوج خود رسید.
متاکوالون در اواخر دهه ۱۹۶۰ و ۱۹۷۰ به‌عنوان یک داروی تفریحی و کلوپ محبوبیت بیشتری پیدا کرد، که به‌دلیل استفادهٔ گسترده در طول محبوبیت دیسکو در دههٔ ۱۹۷۰ با نام «سوپرس»، «بیسکویت دیسکو» یا «لود» یا «بیسکویت دیسکو» شناخته می‌شود. این ماده هم به عنوان پایه آزاد و هم به صورت نمک (هیدروکلراید) فروخته می‌شود.

## در آثار هنری
در فیلم سینمایی شناخته شده گرگ وال استریت، شخصیت اصلی فیلم یعنی جردن بلفورت (با نقش‌آفرینی لئوناردو دی‌کاپریو که یک کارگزار بازار سهام و معامله‌گر و البته کلاهبردار است؛ تبدیل به میلیونری با ثروت ۱۰۰ میلیون دلار آمریکا در وال استریت (که بزرگ‌ترین بازار بورس جهان است و شرکت‌های بسیار ثروتمند سهامی عام، تجاری و سرمایه‌گذاری در آن قرار دارند) در فیلم آورده شده‌است که جردن بلفورت به همراه دوستش، «دانی آزوف» (به انگلیسی: Donnie Azoff) نقش دوم فیلم که وی نزدیک‌ترین همکار و دوست صمیمی‌اش است مرتباَ اقدام به سوءمصرف قرص سفید رنگ متاکوالون می‌کنند زیرا معتقدند ذهنشان را باز کرده و به آن‌ها توانایی انجام هر کاری را می‌دهد. و یک بار نیز به‌دلیل بیش‌مصرفی همین دارو قدرت هوشیاری، ماهیچه‌ای و تکلم خود را به‌طور موقت (تا حدود ۶–۷ ساعت) از دست می‌دهند. آن‌ها همچنین به‌طور گسترده از کوکائین، زاناکس، الکل، کراک و ماری‌جوآنا استفاده می‌کنند.

## کاربرد پزشکی
متاکوالون یک داروی آرام‌بخش است که فعالیت گیرنده‌های GABA را در مغز و سیستم عصبی افزایش می‌دهد، مانند بنزودیازپین‌ها و باربیتورات‌ها. وقتی فعالیت GABA افزایش یابد، فشار خون پایین می‌آید و سرعت تنفس و نبض کاهش می‌یابد و منجر به آرامش عمیق می‌شود. این خواص توضیح می‌دهند که چرا متاکوالون به‌طور عمده برای بی‌خوابی تجویز می‌شود.
متاکوالون هنگام بارداری توصیه نمی‌شود و در گروه بارداری D قرار دارد.

## مصرف بیش از حد
مصرف بیش از حد آن می‌تواند منجر به خاموش شدن سیستم عصبی، کما و مرگ شود. اثرات دیگر عبارت‌اند از: هذیان، تشنج، هیپرتونی، هایپر رفلکسی، استفراغ، نارسایی کلیه، کما و مرگ در اثر ایست قلبی یا تنفسی. این مسمومیت شبیه مسمومیت با باربیتورات است، اما با افزایش مشکلات حرکتی و بروز کمتر دپرسیون قلبی یا تنفسی. دوز استاندارد تک قرص بزرگسالان از مارکالون Quaalude سیصد میلی‌گرم بود که توسط Lemmon ساخته شد. دوز ۸۰۰۰ میلی‌گرم کشنده است و دوز کمتری از ۲۰۰۰ میلی‌گرم در صورت مصرف با یک نوشیدنی الکلی می‌تواند کما ایجاد کند.

## داروشناسی
متاکوالون طی چند ساعت در خون جریان می‌یابد و نیمه‌عمر آن ۶۰–۲۰ ساعت است. درحالی‌که نمک متاکوالون هیدروکلراید به‌طور معمول از نظر بالینی استفاده می‌شود، متاکوالون فاز باز نیز به بازار عرضه شد، یعنی به عنوان جز met متاکوالون ماندراکس، یک داروی ترکیبی حاوی ۲۵۰ میلی‌گرم متاکوالون و ۲۵ میلی‌گرم دیفن‌هیدرامین در همان قرص. فرم‌های خوراکی متاکوالون هیدروکلراید به عنوان کپسول تولید می‌شد، درحالی‌که اشکال دوز خوراکی پایه آزاد متاکوالون به صورت قرص تولید می‌شد.
متاکوالون در کاربران عادی تحمل فیزیکی ایجاد می‌کنند و برای همان اثر به دوزهای بیشتری نیاز دارند.

## ملاحظات
به‌واسطهٔ این‌که سبب نقائص استخوانی می‌شود در دوران بارداری مصرف آن ممنوع است.